# Catártica
En medicina, catártica es una sustancia que acelera la defecación. Esto es en contraste a laxante: sustancia que facilita defecar, usualmente por ablandar las heces. Es posible que una sustancia tenga ambos roles de laxante y de catártico. Hay agentes como semillas de Plantago ovata que incrementan el volumen de las heces.
Catárticos como el sorbitol se usan en ocasiones como tratamiento a envenenamiento.
Como adjetivo, catártico significa beneficio psicoterapéutico, de sanación, emocionalmente positivo; descarga; purga emocional (e.g. de arte): la vista de las facetas crispantes, angustiantes de cuadro de Picasso Guernica es una experiencia psicológica catártica.